# Grand-Goâve
Grand-Goâve (hait. Grangwav) – miasto w Departamencie Północno-Zachodnim Haiti. W 2003 roku ludność wynosiła 49 300 mieszkańców.